# Friedrich Fröbel
Friedrich Wilhelm August Fröbel (Oberweissbach, Njemačka, 21. travnja 1782. – Marienthal bei Liebenstein, Njemačka, 21. lipnja 1852.) njemački pedagog.
Friedrich Fröbel postavio je osnove suvremene pedagogije koja se temelji na prepoznavanju jedinstvenih potreba i sposobnosti svakog djeteta. 

## Vanjske poveznice
- Information about Friedrich Fröbel